# Marco da Fundação da Cidade do Salvador
Marco da Fundação da Cidade do Salvador é o monumento em referência à fundação do município de Salvador em 29 de março de 1952, estando localizado na praia do Porto da Barra, no bairro soteropolitano da Barra, na capital do estado brasileiro da Bahia.
É um pilar de pedra em formato de padrão de seis metros esculpido com a ponta marcada pelo símbolo da Coroa Portuguesa e da Cruz de Cristo. Ainda integra o monumento, um painel de azulejos ilustrando a chegada de Tomé de Sousa na Bahia. O Marco foi esculpido pelo português João Fragoso. Já os azulejos foram elaborados pelo artesão português Eduardo Gomes, no ano de 2003, sendo uma réplica da obra original elaborado pelo português Joaquim Rebocho, em Lisboa no ano de 1949. O painel de azulejos possui 4,20 metros de comprimento por 1,97 metros de altura, sendo restaurado em três ocasiões.

## História

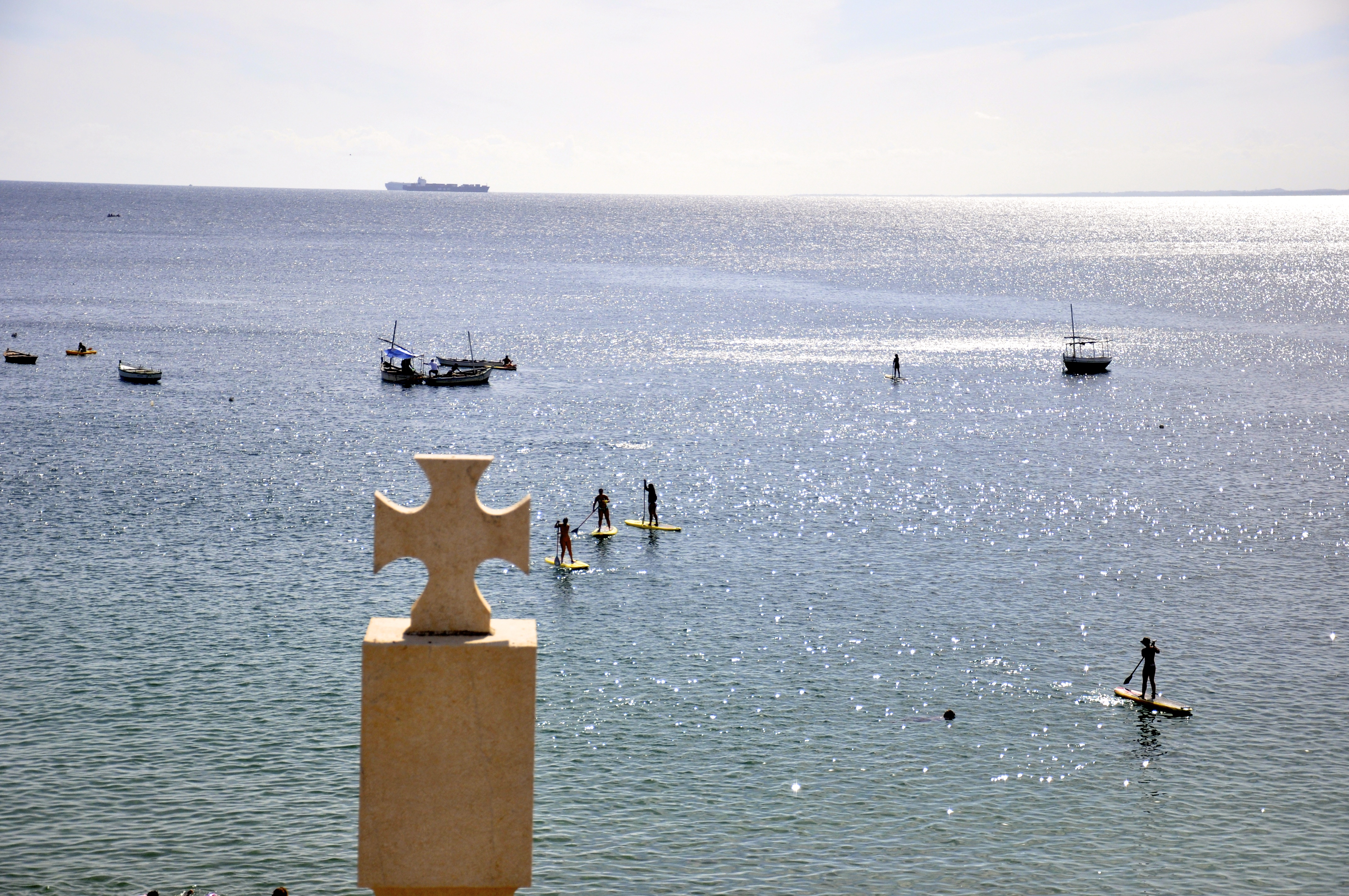
A Cruz de Cristo no topo da coluna de pedra de Lioz que compõe o marco.

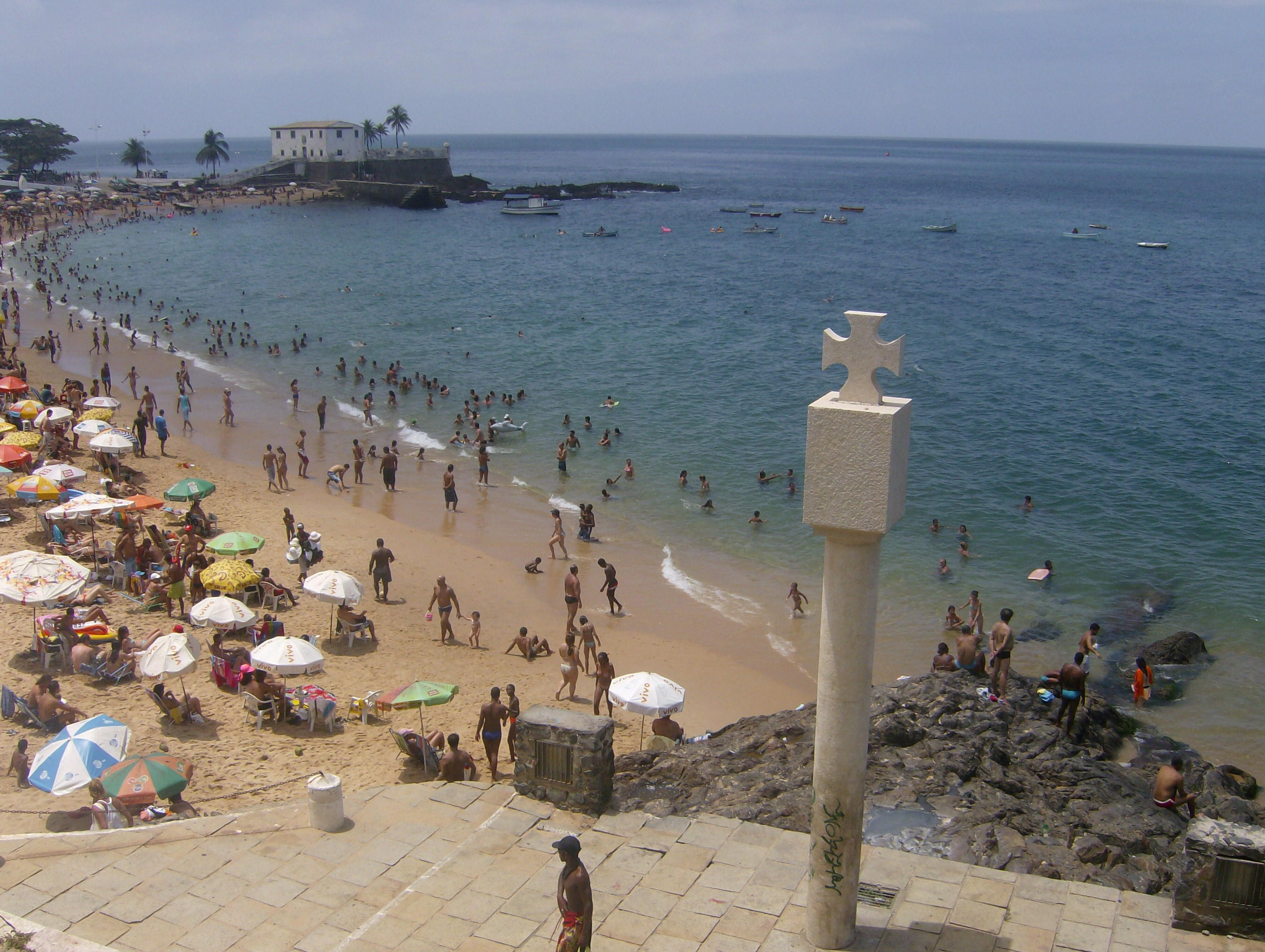
Em 2009, o marco com a praia do Porto da Barra ao fundo.

O Marco de Fundação da Cidade de Salvador está localizado na praia do Porto da Barra, no bairro da Barra. O símbolo foi instalado no município em 29 de março de 1952 em coincidência com a data de aniversário de cidade de Salvador, por ter sido a chegada de Tomé de Sousa no então Porto da Barra no ano de 1549, fundando a primeira capital brasileira.
Nos últimos anos, o marco de fundação passou por dois processos de restauração, a primeira no ano de 2013 e a mais recente no ano de 2017. Ambos os processos buscaram restabelecer as melhores condições de conversação do marco, principalmente o painel de azulejos.
Em outubro de 2017, segundo apurou reportagem do jornal baiano A Tarde, o jornalista Henrique de Almeida aferiu que a Associação de Moradores da Barra (Amabarra) reclamava do descaso com o patrimônio histórico. Segundo os moradores e comerciantes da região, o monumento é usado como sanitário pelo transeuntes e banhistas que frequentam a praia, deixando sujeira e mau odor no local.
No dia 27 de janeiro de 2019, o prefeito de Salvador Antônio Carlos Magalhães Neto (afiliado ao partido Democratas, DEM) assinou o processo de tombamento do Marco junto a Prefeitura da cidade, alegando que o Marco é uma obra singular na cidade e evoca a memória da cidade e de suas origens.